# 모르텐 하르케
모르텐 하르케(노르웨이어: Morten Harket, 1959년 9월 14일~)는 노르웨이의 음악가이다. 밴드 아하(A-ha)에서 리드 보컬리스트로 활동하고 있으며 프랭키 밸리가 불렀던 Can't Take My Eyes Off You를 리메이크했다. 1993년 6월 13일 이후에 리메이크를 하며 인기를 끌자 아하(A-ha)의 리드 보컬리스트으로 현재까지 활동을 하고 있다.
1982년 폴 보크토르사보이가 소속된 음악 그룹인 '브리저스'가 해체되자 폴 보크토르사보이는 모르텐 하르케를 만났는데 이 때 폴 보크토르사보이가 모르텐 하르케에게 그 전에 '브리저스'에서 활동했다가 실패한 노래인 'The Juice Fruit Song'을 여기저기 뜯어고쳐서 온 'Take On Me'를 모르텐 하르케에게 주면서 같이 음악 그룹을 재결성하자고 제안했다. 이에 모르텐 하르케는 Take On Me를 들어보더니 이에 응해서 아하가 결성되었다.
가창력이 굉장한데다가 잘생긴 미남에 쾌활한 성격으로 인기가 많았으며 모르텐 하르케만의 특징이 독특한 목소리 덕분에도 상당히 좋아서 아하의 리드 보컬리스트가 되었으나 그러나 스웨덴 출신의 일반인이자 전직 부인인 카밀라 맘퀴스트 하르케와의 1989년 1월 27일에 결혼해서 1998년 3월 24일 이혼하였다. 카밀라 맘퀴스트와 이혼하게 된 원인이 1998년에 모르텐 하르케가 14살이나 연하인 아쿠아의 리드 보컬리스트인 레네 뉘스트룀과의 열애설 때문이었다. 본인이 잘못한 게 없음에도 기자들의 농간으로 인해 이혼한 것이다.

## 음반 목록
- 1993: Poetenes Evangelium or Can't Take My Eyes Off You (Remake)
- 1995: Wild Seed
- 1996: Vogts Villa
- 2008: Letter from Egypt
- 2012: Out of My Hands
- 2014: Brother